# Tengius okuboi
Tengius okuboi là một loài bọ cánh cứng trong họ Cerambycidae.